# Raí Nascimento
Raí Nascimento de Oliveira (Río de Janeiro, Brasil, 18 de mayo de 1998), conocido deportivamente como Raí, es un futbolista brasileño que juega como delantero en el PFC Ludogorets Razgrad de la Primera Liga de Bulgaria.

## Trayectoria
Llegó a Zaragoza con catorce años y se formó en las categorías base del Stadium Casablanca, Stadium Venecia, clubes formativos de la ciudad.
Debutó en categoría sénior con la Agrupación Deportiva Alfindén de la Primera Regional de Aragón con tan sólo dieciséis años, club al que llegó para competir los máximos minutos posibles en una progresión que se preveía esperanzadora. Tras dos años y medio en dicho club recalaría en el juvenil División de Honor del Real Zaragoza, pero con la idea de competir en el filial zaragocista y en el primer equipo.
El 18 de marzo de 2017 debutó con el primer equipo del Real Zaragoza en el Estadio de La Romareda contra el Sevilla Atlético, en el encuentro que acabaría con la derrota en el descuento de su equipo por 1 a 2 y la posterior destitución del técnico aragonés, que le haría debutar, Raül Agné. Un mes después renovaría su contrato por cuatro años.
En invierno de 2019 salió cedido a la Unión Deportiva Ibiza para continuar su progresión. Tras su buena segunda vuelta, el club ibicenco enreando por Pablo Alfaro, solicitaría su continuación en el club, y el Zaragoza alargaría su cesión para la siguiente campaña íntegramente, en la cual despuntó, siendo uno de los jugadores más destacados de la plantilla, y realizando grandes intervenciones, como la de la Copa del Rey ante el Fútbol Club Barcelona.
Volvería al Real Zaragoza en un convulso verano de 2020, y sería renovado hasta 2023. Sin embargo sin minutos suficientes y tras pasar por tres entrenadores diferentes en el equipo, en el mercado de invierno de 2021 el Real Zaragoza rescinde su contrato.
El 27 de enero de 2021 se oficializó su fichaje por el Real Club Deportivo de La Coruña. Ese mismo año regresó a Brasil para jugar en el E. C. Bahia.
En febrero de 2023 volvió al fútbol europeo después de haber firmado con el PFC Ludogorets Razgrad búlgaro.

## Clubes
| Club                         | País     | Año       |
| ---------------------------- | -------- | --------- |
| A. D. Alfindén               | España   | 2014-2016 |
| Deportivo Aragón             | España   | 2016-2018 |
| Real Zaragoza                | España   | 2018-2019 |
| U. D. Ibiza                  | España   | 2019-2020 |
| Real Zaragoza                | España   | 2020-2021 |
| R. C. Deportivo de La Coruña | España   | 2021      |
| E. C. Bahia                  | Brasil   | 2021-2022 |
| PFC Ludogorets Razgrad       | Bulgaria | 2023-     |

## Palmarés

### Títulos nacionales
| Título                   | Club                   | País     | Año  |
| ------------------------ | ---------------------- | -------- | ---- |
| Copa de Bulgaria         | PFC Ludogorets Razgrad | Bulgaria | 2023 |
| Primera Liga de Bulgaria | PFC Ludogorets Razgrad | Bulgaria | 2023 |
| Supercopa de Bulgaria    | PFC Ludogorets Razgrad | Bulgaria | 2023 |
| Primera Liga de Bulgaria | PFC Ludogorets Razgrad | Bulgaria | 2024 |